# 传家
《传家》（英語：Legacy），2022年中国大陆民国家族情感电视剧，由杨乐担任制片人，王威、白云默导演，周末编剧，欢娱影视出品，秦岚、韩庚、吴谨言、聂远、张楠领衔主演。2019年10月23日在橫店影視城開機，隔年5月8日全剧杀青，并有周末、节南改编自本剧剧本的同名小说。本剧讲述以“家”为核心，以动荡特殊年代为背景，通过易家三姐妹联手拯救风雨飘摇的家族，齐心携手传家守家，并诠释出“小家大爱”及浓烈家国情怀。该剧将于2022年5月19日优酷全网独播。6月20日登陆HBO Go，在190个国家和地区上线。日本DVD将于2024年2月2日发行。

## 剧情介绍
1929年，上海百货鉅子易氏家族遭遇承继危机，易兴华因独子易钟杰弃商从医，被迫召回长女钟灵、次女钟玉、幼女钟秀。钟灵乃名门淑女，典雅文静。钟玉由南洋巨贾外祖抚养，精明能干。钟秀留学美国，浪漫天真。三位千金生母不同、脾性不投、成长环境迥异，为继承星华百货，三人各出奇招，争执不休。易兴华未料三凤还巢引发轩然大波，恐伤及骨肉之情，迟迟无法选定最终继承人，反令三女间误会重重、各奔东西。上海“孤岛”时期，易兴华把握时机，星华百货空前繁盛，经营所得泰半赈济上海灾民。但好景不长，1941年日寇侵占上海，易兴华因支援抗日爱国活动、坚拒日寇拉拢而遇害，星华百货失去掌舵人，又遭遇连番重创，陷入风雨飘摇之中。易氏子女为实现父亲实业兴国的夙愿，终能团结一致，共度时艰。

## 本劇特色
此剧主要情节在时间上横跨十六年（1929年-1945年）之久，反映了1920年代至1940年代民国时期的上海经济、政治、军事、外交等各种领域的众生相：租界内以剧中易家为代表的商人家庭、像沈彬和阿媛一般闸北“滚地龙”中长大的贫民、以席维安为典型的淞沪军事力量、汪剑池等人所代表的国民政府官员等均有体现。

## 播出平台
| 频道     | 所在地   | 播出日期      | 播出时间 | 备注                |
| 优酷     | 中国大陆 | 2022年5月19日 | VIP会员每周一至周五20:00更新2集，周六至周日20:00更新1集（首更4集），第3周VIP会员周三至周五更新2集，周六和周日更新1集，之后会员每周三至周五更新2集。 非会员连更10天（首更2集），之后每周三至周六更新1集。 | VIP会员抢先看首4集  |
| HBO Go   | 全球     | 2022年6月20日 | 12:00 上线 每周一至五播放两集 | UTC+8               |
| 东方影视 | 中国大陆 | 2022年9月27日 | 每日18:50连播五集 | 黄金剧场·45集连续剧 |
| LaLa TV  | 日本     | 2023年8月30日 | 每周一至五 21:00 | 原音版，备日文字幕  |

## 演员列表

### 領衔主演
| 演員                           | 角色   | 介紹 |
| 秦岚 童年：陳羽汐 少年：祈心蕊 | 易钟灵 | 易兴华之长女（易大小姐） “书寓先生”罗如湄之親生女 周氏及黄莹如之继女 易钟玉、易钟杰、易钟秀之大姐 席维安之妻 易家大小姐，名义上为元配刘氏长女，出生后被易家祖母带至北平扶養，深受出身满清贵族祖母影响，顶尖名门闺秀，懂诗词，习京、昆劇，擅书画，才情出众，表面端庄大度，隐忍知礼，骨子里坚韧倔强，为了家族愿意牺牲自我，大局观担当，为家族利益，嫁给席维安。 參见易兴华家                                         |
| 聂远                           | 席维安 | 淞沪警备副司令／易钟灵之夫 字誠甫。钟灵夫婿。军阀世家，铁血司令接受民国新教育成长，骨子里却十分传统对钟灵一见钟情，花式宠妻却接连碰壁抗战未免连累爱妻，忍痛驱她离去，孤身亲近日伪政权，窃取秘密情报。夫妻二人忍受世人误会，亦要实现救国愿望。 參见席家 |
| 吴谨言 幼年：迎迎 童年：曾憲梓 | 易钟玉 | 易兴华之次女（易二小姐） 曾用名為易钟毓，因少時寫名字時，嫌其筆畫過多，而自行改為“玉”字。 繼室周氏之女 黄莹如之继女 易钟灵之二妹 易钟杰、易钟秀之二姐 唐凤梧之妻 易家二小姐，继室周夫人独女，高傲霸气，鬼马少女。生母与父亲貌合神离，终至郁郁而终。后随外祖父乔迁新加坡生活，备受宠爱。她继承父亲的精明头脑，极具商业天赋。回国想要回母亲的产业，与易家针锋相对与唐凤梧意外结缘，一波追爱操作猛如虎。 參见易兴华家 |
| 韩庚                           | 唐凤梧 | 外交官／易钟玉之夫 钟玉的未婚夫。前程远大外交官， 立志以外交救援中国，文质彬彬，斯文不败类，有理想有抱负。因与易氏联姻，与易钟玉意外结缘。婚后夫妻二人犹火星撞上地球，针锋相对，凤梧建立难民营，误会重重的二人被迫齐心，二人婚后重新认识彼此，上演战地情缘。 參见唐家 |
| 张楠 童年：羅意淳 少年：駱夢晨 | 易钟秀 | 易兴华之么女（易三小姐） 黄莹如之女 易钟灵、易钟玉、易钟杰之小妹 陆培之女友 易家幼女，备受疼爱，留學美國。沪上知名出色名媛，天真浪漫风流小公主，无论是英法德文，骑马跳舞、钢琴或者开车样样精通，对男子追求不屑一顾最特立独行的金花。 參见易兴华家 |

### 中國上海

#### 易家－易兴华（老二）家
| 演員                | 角色         | 介紹 |
| 劉鈞                | 易興華       | 易家家主 黄莹如之夫、劉氏、周氏之前夫 易钟灵、易钟玉、易钟杰、易钟秀之父 星华百货创始人                                                                    |
|                     | 刘氏         | 易興華之元配 易鍾靈之母 易鍾玉、易鍾杰、易鍾秀之大娘 已過世                                                                                                |
| 董璇 （友情出演）   | 周氏／周夫人 | 易興華之繼室 易鍾玉之母 易鍾靈、易鍾杰、易鍾秀之二娘 已過世                                                                                                |
| 苗圃                | 黄莹如       | 現任易兴华之妻（曾为外室，续弦） 易钟杰、易钟秀之母 易钟灵、易钟玉之继母。 曾為易钟灵的家庭教师。                                                          |
| 秦岚                | 易钟灵       | （易大小姐）见領衔主演 |
| 吴谨言              | 易钟玉       | （易二小姐）见領衔主演 |
| 张逸杰 童年：林靖喆 | 易钟杰       | 易兴华子／醫生→後兼中共地下黨員→失蹤 易兴华與黄莹如之子 易钟灵、易钟玉之同父异母弟 易钟秀之兄 阿媛之男友。後為報國，轉戰東北戰場之救治大業。劇末失蹤待尋。 |
| 张楠                | 易钟秀       | （易三小姐）见領衔主演 |

#### 易家－易书业（老大）家
| 演員                | 角色   | 介紹                                                                           |
| 沈保平 （友情出演） | 易書業 | 易兴华之兄，易家养子。因與日本合作、出賣易家利益。被易钟灵毒殺。               |
| 许榕真              | 范燕秋 | 易书业之妻                                                                     |
| 汪汐潮              | 易寄德 | 易书业之子。因與日本合作、出賣易家利益。被黄莹如與管家顾姨合謀火燒致死。       |
| 方安娜              | 易寄渔 | 易书业之女，很早便喜歡席維安，寧願做妾也想嫁給他，奈何席維安眼裡只有鍾靈一人。 |

#### 易家－仆役
| 演員         | 角色 | 介紹 |
| 何佳怡       | 顾姨 | 周夫人贴身女仆→易家女管家 随玉母（周夫人）出嫁来到易家的女仆，後為易家女管家（易兴华家）。 |
| 张译兮       | 阿媛 | 易钟玉贴身女仆→上海小姐→女明星 初为易钟玉贴身女仆。因钟玉獨到眼光及提攜，先是成為上海小姐，后成为女明星。 艺名聂芙 曾為易钟杰女友，後因易钟杰投身東北抗日而分手。劇末易钟杰失蹤待尋，全世界找尋。 |
| 常铖         | 易忠 | 易家男仆 |
| 张婕         | 语兰 | 易钟灵之贴身女仆 |
| 安安         | 素菊 | 易钟秀之贴身女仆 |
| 劉益嫣／小乔 | 梅香 | 黄莹如之贴身女仆 |
| 劉璐         | 望竹 | 女仆 与易寄德有染且懷孕。被管家顾姨派人暗自處理解決。 |
| 王彦泽       | 阿海 | 易家男仆，家中世代为周家作工 |

#### 星华百货、星華銀行、東北礦業
| 演員                  | 角色   | 介紹 |
| 何奉天 少年：石悅安鑫 | 沈彬   | 棚區出身、姊妹花鄰居姐姐阿鳳曾經的意中人，幼時與父親拉車時曾與易家接觸過，後來加入幫派，綁架了易鐘玉（易二）後與其有複雜的情感糾葛，逃亡時救下易興華險喪命，受到易興華賞識及提攜。易興華死後轉投易家敵營謀生，短短幾年即成為昌隆的董事長、娛樂總會、地產大亨。 |
| 刘恩尚 （特別出演）   | 王本初 | 星華百貨前副總，依仗著資深老員工身分與易寄德狼狽為奸，被開除後多次陰險報復易家未果，轉投為昌鴻總經理。陷害不成最終害死自己。 |
| 吳翼男                | 宋广之 | 星華百貨經理，一路相挺易家伴隨成長，卻仍逃不過被殺害的命運。 |

#### 席家与淞沪警备司令部
| 演員 | 角色   | 介紹         |
| 聂远 | 席维安 | 见領衔主演。 |
| 郑龙 | 吕朝闻 | 席维安之副官 |
|      | 席母   | 席维安之母   |

#### 陆家
| 演員              | 角色   | 介紹 |
| 郑凯              | 陸培   | 易钟秀之男友 曾为黄埔军校学员，抗战时期成为飞行员 花花公子。因一场赌注追求钟秀，热情浪漫又专情。令钟秀烦不胜烦，成为巷议风云人物。为抗日舍弃儿女私情投身救亡壮烈牺牲，成为钟秀永远的遗憾。                                                |
| 王可如            | 刘清芬 | 易鐘秀好友、陸培之表妹，中共地下党员。 劉家一直支持地下黨，清芬本就喜歡易鐘傑，為了掩護易鐘傑共產黨活動而假戲真做與其訂婚，日軍攻佔上海威脅劉家，父女表面上成為南京政權親日派，易鐘傑以為她淪為漢奸想取消婚約，後來壯烈犧牲證明自己清白。 |
| 陆玲 （友情出演） | 陆太太 | 陆培之母 刘清芬之姑妈 |

#### 閘北棚户区
| 演員                | 角色 | 介紹         |
| 何奉天              | 沈彬 | 见星华百货   |
| 张译兮              | 阿媛 | 见易家－仆役 |
| 陆妍淇 （特別出演） | 阿凤 | 阿媛之姐     |

### 中国广州

#### 唐家
| 演員                | 角色   | 介紹       |
| 韩庚                | 唐凤梧 | 见領衔主演 |
| 张弓 （友情出演）   | 唐仲明 | 唐凤梧之父 |
| 胡小庭 （友情出演） | 唐太太 | 唐凤梧之母 |

### 新加坡

#### 周家
| 演員   | 角色   | 介紹 |
|        | 周万里 | 易兴华之前岳父，周夫人之父，易钟玉之外祖父，周士英之祖父 宁波籍商界巨贾，航运业大亨，后因拒绝与日本侵略者合作被杀害                                                                             |
| 董璇   | 周夫人 | 易钟玉之母，易兴华第二任妻子（繼室）。 因婚姻缺憾，不幸罹患重度憂鬱、精神疾病。并在钟玉（易二）童年时，对其进行虐待傷害，最終與周家協議，以不離婚原則將其強制送醫管束。在故事劇情开始前已过世。 |
| 吴谨言 | 易钟玉 | 见領衔主演 |
| 萨钢云 | 周士英 | 周万里之孙，易钟玉之表哥，鳏居，后因策划炸毁船只被日本侵略者杀害 |

### 其他
| 演員                | 角色     | 介紹 |
| 邓莎 （友情出演）   | 苏茵     | 驻法大使馆秘书 因其日常行為舉止，促使易钟玉與唐凤梧產生嫌隙，致而中斷進行中的婚姻大事。 |
| 郑国霖              | 汪剑池   | 政府官员 易钟灵曾经的未婚夫。亦因席维安及其家族的強勢介入，致預定之婚姻進行失敗及家破人亡。在国民政府派遣至上海任职后起初与易家和席维安因纠葛针锋相对，孤岛时期带领锄奸队对汉奸及日本侵略者进行暗杀行动，在生命垂危时因得到黄莹如营救与寡居的黄产生感情。 |
| 美浓轮泰史 （日本） | 鹰司忠义 | 日本商人，出生于中国，精通汉语的日本军国主义者，曾试图拉拢易兴华与日方势力合作，遭拒后残忍杀害易兴华。在易钟玉设计下被炸，并被易钟秀开枪击中射穿其肺部。后再次返回上海并侵吞易家资产，最后在易家姐妹合力反击下被易钟玉一剑刺死。                          |
| 孙迪                | 廖道亨   | 初期为国民政府于上海之官员，游走在席维安代表的军事势力和汪剑池代表的政治势力之间圆滑处事，孤岛时期倒戈成为日伪上海市大道政府官员。 |
| 刘琳 （友情出演）   | 羅如湄   | “书寓先生”，評彈大家。易钟灵真正生母。 |
| 胡彩虹              | 傅太太   | |
| 曹曦月 （特別出演） | 沃棠     | 长三 |
| 姚逸寒 （特別出演） | 江采薇   | 沈彬之女友 |
| 宋雯婷              | Sara     | 鹰司忠义之妻，一半中國血統。易钟玉在日留學時之旧友。 |
| 汪以时              | 小喻先生 | 喻占鳌之长孙 |
| 李子璇              | 容嘉葉   | （未出场）席维安之表妹。 |
| 菅纫姿 （特別出演） | 何瑞蘭   | 上海抗敵後援會常務理事兼中共地下黨員 |
| 耿乐 （特別出演）   | 趙海亭   | 军阀 风流成性、妻妾成群，曾两次试图强娶阿媛 |
| 卢勇                | 喻占鰲   | 宁波商会现任会长，商界大亨，与周万里私交甚好 |
| 澀谷天馬 （日本）   | 三浦少將 | 日军少将 |

## 电视剧歌曲
| 曲序 | 曲目                   |        | 作曲   | 演唱   |
| ---- | ---------------------- | ------ | ------ | ------ |
| 1.   | 傳家（主題曲）         | -      | 陆虎   | 周深   |
| 2.   | 别（插曲）             | 于正   | 陆虎   | 陸虎   |
| 3.   | 侬还好伐（片尾曲）     | 于正   | 陆虎   | 韩庚   |
| 4.   | 毛毛雨（插曲）         | 黎锦暉 | 黎锦暉 | 张恋歌 |
| 5.   | 桃花江是美人窝（插曲） | 黎锦暉 | 黎锦暉 | 张恋歌 |
| 6.   | 鲜花调（插曲）         |        |        | 张恋歌 |

## 制作团队
- 出品人：杨乐、孟钧
- 总监制：杨乐、谢颖
- 监制：李秀珍、周静
- 导演：王威、白云默
- 编剧：周末
- 统筹：杨超
- 总制片人：杨乐
- 总发行人：杨乐
- 发行总监：李茜
- 商务总监：刘婧
- 总策划：吴倩、张丽娜、李秀珍、刘燕红、张珺玮
- 策划：李楠
- 营销总监：邵丹、许绩林、钱晶
- 运营总监：杨雪
- 运营统筹：陈玲、张曌、鲍佳恺、宋歌
- 制片主任：姜郡楠
- 美术指导：栾贺鑫
- 造型指导：宋晓涛
- 梳妆指导：林安琦
- 化妆指导：林小丽
- 艺人总监：杨念波
- 特技指导：赵刚
- 摄影指导：曹艳良
- 剪接师：刘翔
- 剪辑师：王有
- 配音导演：张凯
- 动作顾问：李达超
- 动作导演：林祥坚

## 改编文学作品

### 小说
作者：周末、节南《传家》

## 宣传活动
- 2022年5月31日：秦岚、韩庚、吴谨言、聂远、张楠空降直播间《剧星驾到 WEIBO TV SHOW》相约“传家家庭会议连麦开聊”。

## 軼事
- 此劇在拍摄途中因受新冠肺炎蔓延剧组一度停工将近一个月。
- 此劇部分演员来自《延禧攻略》。
- 该剧在1920年代到1940年代的时尚风格演进上颇为考究，剧中女性角色的发型与旗袍样式随着时代变迁发生了多次显著变化。
- 该剧虽然为虚构故事，却在道具与人物谈话中出现了许多真实历史上的人物、企业及事件，如出现在星华百货股权书上的董事郭琳爽、易兴华抱怨蒋介石时提到的“荣大老板”、唐凤梧向苏茵提及的继任者“顾先生”、易钟秀讽刺的“大盗政府”、建立南市难民区的“饶神父”、永安百货等。

## 奖项及提名
| 年份   | 颁奖典礼                         | 奖项                                  | 得奖者   | 结果 |
| 2022年 | 2022微博视届大会                 | 微光荣耀入围作品                      | 制作团队 | 提名 |
| 2022年 | 阿乐星愿跨年云盛典               | 2022年度荧屏CP - (不高兴没头脑)       | 秦岚     | 提名 |
| 2022年 | 阿乐星愿跨年云盛典               | 2022年度荧屏CP - (不高兴没头脑)       | 聂远     | 提名 |
| 2022年 | 第7届电视剧大赏                  | 年度剧集作品 - 年度时代奋斗剧         | 制作团队 | 提名 |
| 2022年 | 第7届电视剧大赏                  | 年度剧集角色 - 年度时代奋斗角色       | 秦岚     | 提名 |
| 2022年 | 第7届电视剧大赏                  | 年度剧集角色 - 年度时代奋斗角色       | 吴谨言   | 提名 |
| 2022年 | 第7届电视剧大赏                  | 年度剧集角色 - 年度时代奋斗角色       | 聂远     | 提名 |
| 2022年 | 第7届电视剧大赏                  | 年度剧集角色 - 年度时代奋斗角色       | 韩庚     | 提名 |
| 2022年 | 第7届电视剧大赏                  | 年度剧集角色 - 年度时代奋斗角色       | 张楠     | 提名 |
| 2022年 | 第35屆华鼎奖颁奖典礼             | 华语近现代题材电视剧最佳女演员        | 秦岚     | 提名 |
| 2022年 | 第35屆华鼎奖颁奖典礼             | 华语近现代题材电视剧最佳男演员        | 聂远     | 獲獎 |
| 2022年 | 第7届电视剧大赏                  | 年度剧集名场面 - 三姐妹接父亲遗体回家 | 秦岚     | 提名 |
| 2022年 | 第7届电视剧大赏                  | 年度剧集名场面 - 三姐妹接父亲遗体回家 | 吴谨言   | 提名 |
| 2022年 | 第7届电视剧大赏                  | 年度剧集名场面 - 三姐妹接父亲遗体回家 | 张楠     | 提名 |
| 2023年 | “未来之路”文娱责任影响力年度盛典 | 年度网络剧                            | 制作团队 | 提名 |
| 2023年 | “未来之路”文娱责任影响力年度盛典 | 年度人气女性角色                      | 秦岚     | 提名 |
| 2023年 | “未来之路”文娱责任影响力年度盛典 | 年度人气女性角色                      | 吴谨言   | 提名 |
| 2023年 | 第4届新加坡亚洲内容大奖          | 最佳亚洲戏剧奖                        | 制作团队 | 提名 |
| 2023年 | 第4届新加坡亚洲内容大奖          | 最佳导演                              | 王威     | 提名 |
| 2023年 | 第4届新加坡亚洲内容大奖          | 最佳女主角                            | 秦岚     | 提名 |
| 2023年 | 第4届新加坡亚洲内容大奖          | 最佳男主角                            | 聂远     | 提名 |
| 2023年 | 第4届新加坡亚洲内容大奖          | 最佳音效                              | 制作团队 | 獲獎 |

## 荣誉
| 年份   | 单位                                    | 荣誉         | 结果 |
| 2023年 | 第3届环球影视文化传播高峰论坛暨年度优选 | 正能量“榜样” | 入围 |